# Sen przedświadomy
Sen przedświadomy – początkowy etap wywoływania procesu świadomego snu. Na tym etapie śniący zastanawia się nad pytaniem: „Czy śpię i śnię?”, w wyniku tego śniący może, ale nie musi, dojść do właściwego wniosku. Takie doświadczenia mogą przytrafić się ludziom, którzy celowo wywołują świadome sny, ale mogą również przydarzyć się spontanicznie osobom, które nie próbowały wywołać tego stanu.

## Terminologia
Termin „świadome śnienie” został po raz pierwszy ukuty przez holenderskiego psychologa Frederika Willemsa Van Eedena, który wprowadził tę koncepcję 22 kwietnia podczas spotkania zorganizowanego przez Towarzystwo Badań Psychicznych w 1913 roku. Zjawisko to jednakże było obecne we wszystkich okresach historycznych, niektóre zapisy pism dotyczących świadomego śnienia sięgają czasów Arystotelesa. Amerykański psychofizjolog Stephen LaBerge w latach 80 przedstawił swoją metodę fizjologicznego badania świadomego śnienia za pomocą sygnałów wzrokowych, od tego czasu powstały bardziej nowoczesne badania nad procesem świadomego śnienia.
Termin „sen przedświadomy” został użyty po raz pierwszy przez Celię Green w jej książce z 1968 r. Lucid Dreams. Jest bardziej preferowany niż „prawie świadomy” sen z następujących powodów:
- Priorytet historyczny: jest używany od 1968 roku.
- Częstotliwość użycia: termin został zaadaptowany przez współczesnych pisarzy dotyczących świadomego snu takich jak Stephen LaBerge (1985).
- Przejrzystość: jasność snów może być traktowana jako zmienna dychotomiczna: albo jest się świadomym, że śni się w danej chwili, albo nie. Kiedy świadomość zostanie już osiągnięta, może ona mieć różne stopnie, które różnią się od śniącego, a także od każdego jego snu. Na przykład pamięć o przeszłych wydarzeniach z życia na jawie może być w mniejszym lub większym stopniu dostępna i dokładna. Jednak sam fakt, czy ktoś ma świadomość, że śni, nie pozwala na takie stopniowanie[2].

Jednak termin „przedświadomy sen” wydaje się sugerować, że świadomy sen nastąpi, co niekoniecznie musi być prawdą. Termin „prawie świadomy” prezentuje aspekt humorystyczny takich snów „tak bliski, a jednocześnie tak odległy”.

## Historia i badania naukowe
Świadome śnienie dopiero w ciągu ostatnich 30 lat stało się przedmiotem badań naukowych, najbardziej zasłużonymi dla tego osiągnięcia badaczami są dwaj psychologowie Paul Tholey i Stephen LaBerge, którzy poświęcili swoje życie na badanie tego zjawiska.
LaBerge opracował metodę znaną jako „wysyłanie sygnałów wizualnych podczas świadomego śnienia”, która pozwoliła mu na badanie fizjonomii świadomych snów poprzez dokładniejsze porównywanie procesów fizjologicznych z raportami ze snu. Metoda ta umożliwiła mu przeprowadzenie pierwszego z wielu badań naukowych nad świadomym śnieniem na Uniwersytecie Stanforda, która wprowadziła świadomy sen i śnienie do głównego nurtu naukowego. Przez lata badania LaBerge doprowadziły do wytworzenia technik, które posłużyłyby jako pomoc w wywołaniu świadomego snu. Jednym z nich jest technika „mnemonicznej indukcji świadomych snów”.
Z drugiej strony Tholey położył epistemologiczne podstawy do badań zjawiska świadomego śnienia. Tholey zdefiniował siedem warunków klarowności, które musi spełnić sen, aby został uznany za świadomy. Autor zastępuje słowo „Klarheit” (jasność) słowem „świadomość”, które jest dobrze znanym i centralnym terminem w teorii terapii Gestalt i opisuje subiektywne doświadczenie świadomego stanu snu:
1. Świadomość stanu snu (orientacja)
2. Świadomość zdolności do podejmowania decyzji
3. Świadomość funkcji pamięci
4. Świadomość tożsamości
5. Świadomość wymarzonego środowiska
6. Świadomość znaczenia snu
7. Świadomość koncentracji i skupienia (subiektywna jasność tego stanu)

Zgodnie z definicją Tholeya, aby sen był świadomy musi spełnić te 7 warunków, dla LaBerga świadome sny są zgodne z definicją, kiedy śniący podczas snu rozpoznaje, że to sen i może działać w nim zgodnie ze swoją wolą. Czynniki od 3 do 7 są uznawane za opis snu świadomego.
LaBerge oraz inni, w swoich badaniach rejestrowali ruchy gałek ocznych, tętno, ciśnienie krwi i potencjał elektryczny skóry w snach świadomych i nieświadomych. Doprowadziło to do konkluzji, że sen świadomy dzieje się w tych okresach fazy REM, które charakteryzują się zwiększoną aktywnością fizologiczną.

## Inkubacja świadomego śnienia
Fragment książki Stephena LaBerga „Exploring the World of Lucid Dreaming” sugeruje kroki, których można użyć do uzyskania snu świadomego
1. Przed pójściem spać przedstaw intencje oraz wypowiedz głośno jedno zdanie lub pytanie, na temat rzeczy, o której chcesz śnić. Zapisz te intencje lub narysuj ilustrację, oddająca to co chciałbyś zobaczyć i kontrolować we śnie. „Kiedy śnię o [frazie], pamiętam, że śnię”.
2. Po wyłączeniu wszystkich świateł i pozbyciu wszystkiego co mogłoby cię rozpraszać skieruj się do łóżka.
3. Ostatni raz, przed zaśnięciem spójrz na obraz lub wyrecytuj frazę będącą twoją intencją. Wyobraź sobie, że śnisz na ten temat i stajesz się świadomy we śnie. Jeśli jest coś, czego chcesz spróbować we śnie, również wizualizuj robienie tego, gdy staniesz się świadomy. Medytuj nad frazą / intencją, aby stać się świadomym we śnie o tym, aż zaśniesz. Nie pozwól, aby inne myśli pojawiły się między myśleniem o twoim temacie a zaśnięciem. Jeśli twoje myśli błądzą, po prostu wróć do myślenia o swojej frazie i wywoływania świadomości.
4. Jeśli osiągniesz zdolność do wytworzenia świadomego snu, podążaj za swoimi intencjami i realizuj je w świadomym śnie realizując to, co planowałeś. Zadaj pytanie, na które zawsze szukałeś odpowiedzi, szukaj sposobów na wyrażenie się, spróbuj nowego zachowania. Pamiętaj, aby zauważyć swoje uczucia i obserwować wszystkie szczegóły snu.
5. Kiedy osiągniesz swój cel, pamiętaj, aby obudzić się i przypomnieć sobie sen. Kiedy uzyskasz satysfakcjonującą odpowiedź we śnie, użyj jednej z metod sugerowanych wcześniej w tym rozdziale, aby się obudzić. Natychmiast zapisz przynajmniej część snu, która zawiera twoje rozwiązanie. Nawet jeśli nie sądzisz, że świadomy sen odpowiedział na twoje pytanie, gdy zaczyna zanikać, obudź się i zapisz sen. Po namyśle możesz odkryć, że twoja odpowiedź była ukryta we śnie i wtedy jej nie widziałeś”[5].

## Odmiany
Earl Vickers opisuje różne aspekty i wariacje snu przedświadomego i prawie-świadomego:
- Źle zinterpretowane znaki snu: śniący zauważa osobliwe myśli, przedmioty lub zdarzenia, które sugerują, że to sen, ale tworzy alternatywne wyjaśnienie sytuacji.
- Nieudane testy rzeczywistości: Testy mające uświadomić śniącego, że śni, takie jak szczypanie się lub próba zapalenia światła, tylko utwierdzają błędne przekonanie, że na pewno nie śpimy.
- Pseudo-świadome sny: śniący uświadamia sobie, że śni, nie zdając sobie w pełni sprawy, że śnienie oznacza leżenie w łóżku i spanie.
- Sny, w których próbujesz przekonać kogoś innego, że śni.
- Nie-świadome sny o śnieniu: dyskutowanie lub teoretyzowanie o snach bez świadomości, że śnimy
- Fałszywe przebudzenie: śniący myśli, że się obudził, ale w rzeczywistości wciąż śni[3].

## Kwestie filozoficzne
Pytanie „Czy [teraz] śpię oraz czy śnię?” zostało przedstawione przez filozofów – egzystencjalistów w formie „Czy życie jest tylko snem?”

## Dalsza lektura
- Brigitte Holzinger, Lucid dreaming – dreams of clarity, „Contemporary Hypnosis”, 26 (4), 2009, s. 216–224, DOI: 10.1002/ch.390 [dostęp 2022-10-25] (ang.).